# Magalie Pottier
Magalie Pottier née le 16 mars 1989 à Nantes, est une coureuse cycliste française, spécialiste du Bicycle motocross (BMX). Elle compte plusieurs titres de championne de France et championne du monde à son palmarès.

## Biographie
Au début de sa carrière, Magalie Pottier est une spécialiste du BMX racing. En 2007, elle devient double championne du monde juniors (moins de 19 ans) en racing et Cruiser. L'année suivante, elle devient Championne du monde Cruiser chez les élites. 
Elle réalise sa meilleure année en 2012. En BMX racing, elle devient championne du monde et championne de France, termine deuxième de la Coupe du monde et est finaliste aux Jeux olympiques de Londres (7e). 
Elle connait ensuite des années plus difficiles, même si en 2015 elle est médaillée d'argent aux premiers Jeux européens. Fin 2016, elle arrête sa carrière en BMX racing après avoir échoué à se qualifier pour les Jeux olympiques de Rio.
Après un an sans BMX, elle décide de revenir à la compétition en 2018, cette fois-ci en BMX freestyle park, plus urbain et plus spectaculaire. En 2019, elle remporte le premier titre de championne de France de l'histoire de la discipline, qui deviendra olympique en 2020.

## Palmarès en BMX

### Jeux olympiques
- Londres 2012
  - 7e du BMX

### Championnats du monde
- 2006
  -  Médaillée de bronze du championnat du monde Cruiser juniors
- 2007
  -  Championne du monde de BMX juniors
  -  Championne du monde Cruiser juniors
- 2008
  -  Championne du monde Cruiser
- 2011
  -  Médaillée de bronze du championnat du monde de BMX
- 2012
  -  Championne du monde de BMX

### Coupe du monde
- 2007 : 10e
- 2008 : 7e
- 2010 : 5e
- 2011 : 2e
- 2012 : 2e, vainqueur d'une manche
- 2014 : 17e
- 2015 : 17e
- 2016 : 20e

### Jeux européens
- Bakou 2015
  -  Médaillée d'argent du BMX

### Coupe d'Europe
- 2015 : 14e du classement général

### Championnats de France
- Magalie POTTIER devant Vilma RIMSAITE et Elke VANHOOF Vesoul - Coupe de France 2014
- 2006

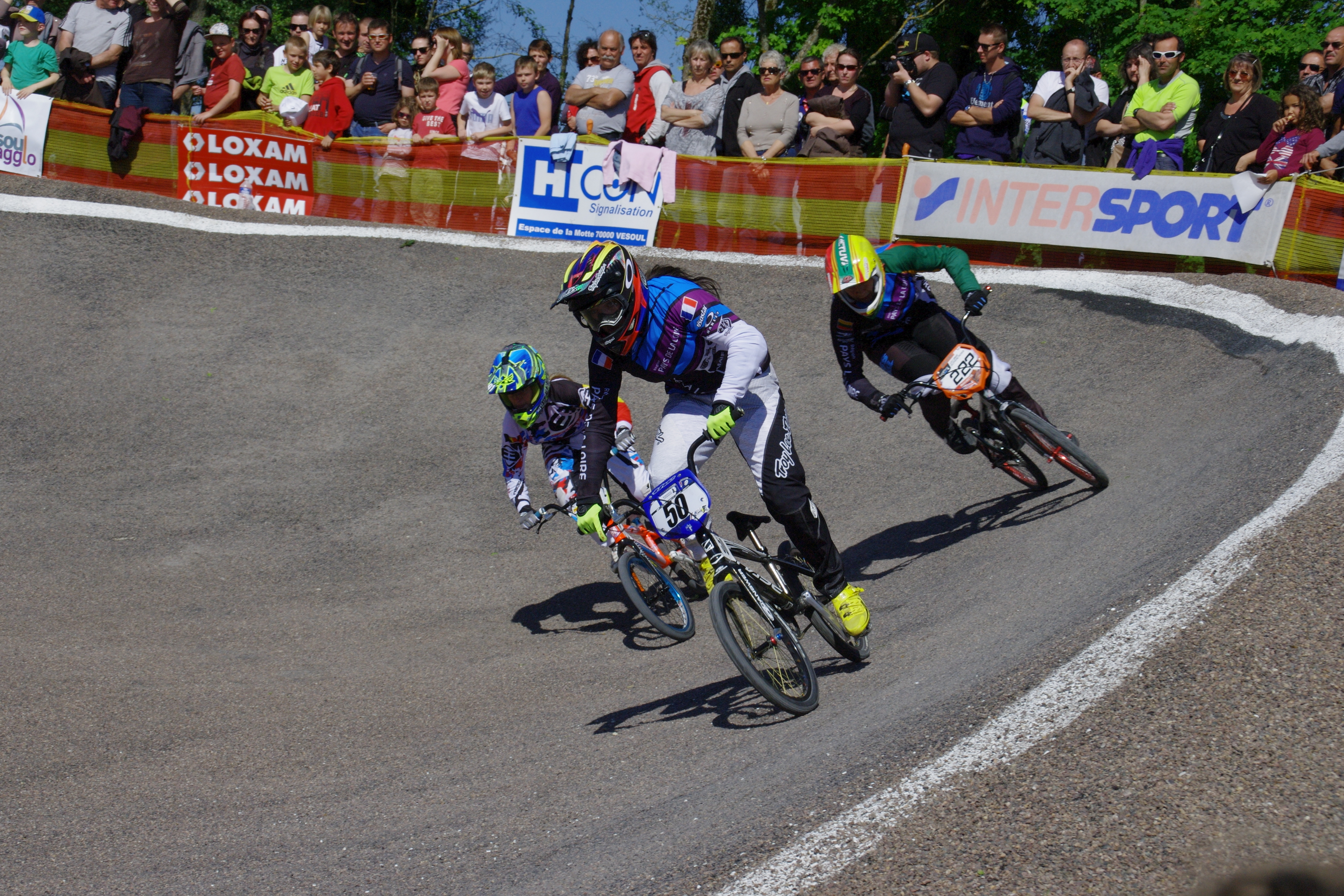
Magalie POTTIER devant Vilma RIMSAITE et Elke VANHOOF Vesoul - Coupe de France 2014

  -  Championne de France Cruiser
- 2010
  -  Championne de France Cruiser
- 2012
  -  Championne de France de BMX
- 2019
  -  Championne de France de BMX freestyle
- 2020
  - 2e du BMX freestyle

## Divers
- En 2008, Les Étoiles du Sport et Laëtitia Le Corguillé parrainent Magalie Pottier.
- En 2015,  Les Étoiles du Sport et Magalie Pottier parrainent Mathilde Doudoux.